# Live (album Erykah Badu)
Live – pierwszy koncertowy album Erykah Badu wydany w 1997 roku.

## Lista utworów
1. "Rimshot (Intro)" -3:50
2. "Other Side Of The Game" - 8:22
3. "On & On" - 5:30
4. "Reprise" - 2:15
5. "Apple Tree" - 4:05
6. "Ye Yo" - 4:59
7. "Searching" - 4:19
8. "Boogie Nights / All Night" - 6:28
9. "Certainly" - 6:58
10. "Stay" - 4:51
11. "Next Lifetime (Interlude)" - 1:30
12. "Tyrone" - 3:42
13. "Next Lifetime" - 12:05
14. "Tyrone" (Extended Version)- 5:45